# Levelock
Levelock est une census-designated place d'Alaska aux États-Unis dans le Borough de Lake and Peninsula. En 2010, il y avait 69 habitants. Elle est située sur la rive de la rivière Kvichak.

## Démographie
| 1890 | 1950 | 1960 | 1970 | 1980 | 1990 |
| ---- | ---- | ---- | ---- | ---- | ---- |
| 37   | 76   | 88   | 74   | 79   | 105  |

| 2000 | 2010 | - | - | - | - |
| ---- | ---- | - | - | - | - |
| 122  | 69   | - | - | - | - |